# Австан
Австан (Гавстан) — среднеазиатский военачальник и правитель IV века до н. э., по всей видимости, из Паретакены, сторонник Спитамена в его борьбе с македонскими завоевателями.

По замечанию Н. Н. Ляпуновой и Р. Ю. Нечаева, источники не содержат точных данных о происхождении и жизни Австана. По всей видимости, он был родом из Паретакены, области на самом севере Бактрии, так как сумел поднять местное население на борьбу со вторгнувшимися македонянами. Австан поддержал выступление Спитамена в 329 году до н. э. В 327 году до н. э., после гибели Спитамена и успешного завершения македонянами горной кампании, в Бактрии и Согдиане оказывать отпор захватчикам продолжали только Катан и Австан. Б. Г. Гафуров высказал предположение, что они были «племенными вождями, сопротивляющимися даже тогда, когда представители местной аристократии изменили своему долгу и пошли на примирение с завоевателем». А. С. Шофман указал на «пример мужественной борьбы и преданности их предводителей делу восставшего народа». Александр направил против непокорных полководца Кратера с большим отборным отрядом пехоты и кавалерии. В кровопролитном сражении восставшие были разбиты, Катан был убит, а Австан попал в плен. По предположению канадского исследователя В. Хеккеля, Александр отдал приказ казнить Австана. С уничтожением последнего очага восстания в целом завершилось относительное покорение македонянами Средней Азии.